# Municipio de Bloomingdale (Illinois)
El municipio de Bloomingdale (en inglés: Bloomingdale Township) es un municipio ubicado en el condado de DuPage en el estado estadounidense de Illinois. En el año 2010 tenía una población de 111899 habitantes y una densidad poblacional de 1.224,06 personas por km².

## Geografía
El municipio de Bloomingdale se encuentra ubicado en las coordenadas 41°56′57″N 88°5′8″O / 41.94917, -88.08556. Según la Oficina del Censo de los Estados Unidos, el municipio tiene una superficie total de 91.42 km², de la cual 88.07 km² corresponden a tierra firme y (3.65%) 3.34 km² es agua.

## Demografía
Según el censo de 2010, había 111899 personas residiendo en el municipio de Bloomingdale. La densidad de población era de 1.224,06 hab./km². De los 111899 habitantes, el municipio de Bloomingdale estaba compuesto por el 70.46% blancos, el 4.94% eran afroamericanos, el 0.4% eran amerindios, el 14.11% eran asiáticos, el 0.04% eran isleños del Pacífico, el 7.59% eran de otras razas y el 2.47% pertenecían a dos o más razas. Del total de la población el 17.84% eran hispanos o latinos de cualquier raza.